# Краковский поход Льва Даниловича 1280 года
Краковский поход — военная кампания войск галицко-волынского князя Льва Даниловича вместе с войсками беклярбека Золотой Орды Ногая против польского князя Лешка Чёрного. Основные события похода произошли в 1280 году после смерти бездетного князя Болеслава Стыдливого, на наследство которого претендовал Лев Данилович. Однако галицко-волынский правитель не получил поддержки краковского боярства и решил добиваться успеха с помощью военной силы. Поход закончился полным разгромом войск Льва Даниловича и его преследованием польскими войсками вплоть до Галицко-Волынской земли.

## Предыстория
Во второй половине XIII века Галицко-Волынское княжество, ставшее в 1254 году королевством Руси, стало уделять большее внимание активной внешней политике на Западе. Так, ещё при Данииле Романовиче войска княжества участвовали в войнах с Литвой и Австрией (в последней сын Даниила, Роман Данилович, боролся за власть). В 1267 году Шварн Данилович стал Великим князем Литовским, что ещё больше упрочило международный престиж галицко-волынских Романовичей.
С Польшей Галицко-Волынское княжество связывала долгая история противостояния, начиная с 1205 года, когда в битве при Завихосте был убит князь Роман Мстиславич, после чего польские князья на протяжении сорока с лишним лет участвовали в борьбе за галицкий престол и галицкие земли. В 1230-х — 1240-х годах Романовичи поддерживали Конрада Мазовецкого в борьбе против его дяди Болеслава V, что обусловило участие краковских войск на стороне Ростислава Михайловича Черниговского в Ярославском сражении в 1245 году, впрочем, там они были разбиты Даниилом Галицким. В 1259-1260 годах состоялся совместный поход галицко-волынских князей Даниила и Василько Романовичей и оглана Улуса Джучи Бурундая в Краковскую землю. В ходе похода был взят город Сандомир, практически все население которого было истреблено, впоследствии был взят и сам Краков. Монголы полностью оставили Польшу только в 1260 году, нанеся огромный ущерб стране. Это привело к ещё большей децентрализации и падению авторитета княжеской власти в Польше.
Тем временем, после смерти отца, князь Лев Данилович предпринял несколько попыток по обретению трона соседних государств. Он рассчитывал на литовский трон, когда в 1269 году умер бездетным его брат, князь литовский Шварн. Но, литовская знать предпочла Льву его бывшего союзника Тройдена. В 1269 и 1274 Лев участвовал в походах в литовские земли. Согласно летописи, они завершились «победой и честью великой», но литовский престол Льву не достался.
В 1279 году умер князь Польши Болеслав V Стыдливый. Он умер бездетным, поэтому стало ясно, что не избежать спора за краковский престол. Претендентами на него стали серадзский князь Лешек Чёрный, сын Казимира Куявского из династии Пястов, Конрад Черский, сын Земовита Мазовецкого и внук Даниила Галицкого (сын его дочери Переяславы) и другие. Одним из претендентов стал и Лев Данилович, чья жена Констанция была родной сестрой Кунегунды (Кинги), жены Болеслава Стыдливого (они обе были дочерьми короля Венгрии Белы IV Арпада).

## Поход

### Сандомир
После смерти Болеслава, как сказано в летописи, Лев Данилович «восхотел польской земли», однако краковские бояре избрали на старший в Польше стол князя Лешка Чёрного. После этого Лев решил пойти на Польшу с военной дружиной, чтобы добыть корону силой. Для этого Лев обратился за помощью к ордынскому беклярбеку Ногаю, который послал со Львом ордынские войска во главе с воеводами Кончаком, Козеем и Кубатаном(«...да емоу помочь ѡканьнаго Кончака . и Козѣӕ . и Коубатана»). Лев отправился в поход со своим сыном Юрием, другие галицко-волынские князья — брат Льва Мстислав Данилович, его сын Даниил Мстиславич и двоюродный брат, князь Волынский Владимир-Иван Василькович — изначально не хотевшие идти со Львом, были принуждены к этому татарами («неволей татарскою»).
Подойдя к Сандомиру, войска встали на берегу Вислы, после чего стали переходить её по льду. Сначала переправился Лев со своим полком, затем — Юрий, Мстислав и Даниил Мстиславич. Лев с большей частью войска двинулся в сторону Копшивницы. Войска Владимира Васильковича направились к Осеку. Он узнал, что в лесу у Осека находится много добра, которое плохо охраняется («...ѡсѣкъ во лѣсѣ полнъ люди и товара . не взиманъ бо бѣ никоторою же ратью»). Владимир выслал за этим «добром» войска во главе с Кафилатом и Слезенцем. В состоявшейся битве владимирцам удалось разбить поляков. Хотя битва при Осеке была очень упорная, войскам Владимира Васильковича удалось взять много пленных и большую добычу.

### Гозлица
Основные силы галичан продолжали движение в направлении Кошпивницы, и 23 февраля 1280 года они встретились с польскими силами воевод Варша, Петра Богории и Януша Старжа у села Гозлица, которое располагается недалеко от Кошпивниц. По данным польских хронистов, русские войска заметно превосходили по численности польские, впрочем, Ян Длугош, который приводит такие данные, склонен преувеличивать численность русских войск. Так или иначе, русские войска оказались наголову разбиты, он потерял многих бояр и «добрых слуг» и ушёл из Польши «с великим бесчестьем».
Польские войска начали преследование галичан. Этот процесс описывает Ян Длугош, говоря, что преследование продолжалось до самого Львова. После чего 7 марта польские войска вернулись из Галицкой земли. В этом походе, по сведениям тех же польских хронистов Лев потерял 8 тысяч убитыми и 2 тысяч ранеными.

## Последствия
В 1281 году состоялся ответный поход поляков во главе с Лешком Чёрным против Льва Даниловича. Поляки вторглись в город Перевореск, перебив тамошнее население, не пощадив ни стариков, ни детей. После этого поляки покинули Галицкую землю.
В этом же году началась очередная междоусобная война между Лешком Чёрным, Конрадом Черским и Болеславом Мазовецким (последние двое были внуками Даниила Галицкого). Лев поддержал Болеслава, однако до смерти Лешка Чёрного новых открытых конфликтов с Польшей не происходило. В 1292 году, воспользовавшись неразберихой правителей Польши и Чехии, разбил поляков и присоединил к Галиции Люблин. Незадолго до своей смерти (1301 год) Лев ещё раз ходил на Польшу и вернулся «с большой добычею и полоном».